# Abdelaziz Kerkache
Abdelaziz Kerkache (arab. عزيز كركاش, ur. 3 marca 1965 w Wadżdzie) – marokański trener piłkarski, od 2024 roku bezrobotny.

## Kariera trenerska

### Początki
Zaczynał karierę trenerską w Suwaiq Club, gdzie pracował od 1 lipca 2003 roku do 1 lipca 2004 roku. Od 16 stycznia 2010 roku do 1 lipca 2011 roku trenował Ittihad Khémisset.

### KAC Kénitra
8 lipca 2011 roku został trenerem KAC Kénitra. W tym klubie zadebiutował w roli trenera 30 października 2011 roku w meczu przeciwko Olympique Khouribga (wygrana 0:1). Łącznie prowadził ten klub w 6 meczach.

### Olympique Khouribga
Od 14 do 31 marca 2012 roku był trenerem Olympique Khouribga.

### JS Massira
1 kwietnia 2012 roku został menadżerem JS Massira. Jako menadżer zadebiutował tam 7 kwietnia 2012 roku w meczu przeciwko FAR Rabat (porażka 3:1). W sumie poprowadził ten klub w dwóch meczach.

### CODM Meknès
21 lutego 2013 roku został trenerem CODM Meknès. Debiut w roli menadżera zaliczył tam dwa dni później w meczu przeciwko Wydadowi Casablanca (porażka 0:1). Był trenerem przez 12 spotkań.

### Powrót do Khémisset
Od 1 lipca 2016 roku do 18 września 2017 roku był menadżerem Ittihadu Khémisset.

### Mouloudia Wadżda
18 września 2017 roku podpisał kontrakt z Mouloudią Wadżda. Łącznie poprowadził ten klub w 30 meczach w GNF 1.

### Powrót do Khouribgi
28 sierpnia 2020 roku powrócił do Olympique Khouribga. Po powrocie poprowadził ten klub w 19 spotkaniach.

### Renaissance Zemamra
18 lipca 2023 roku został menadżerem Renaissance Zemamra. W roli trenera zadebiutował tam 26 sierpnia 2023 roku w meczu przeciwko Unionowi Touarga (porażka 2:1). Łącznie poprowadził zespół z Zamamiry w 6 spotkaniach.

### Drugi powrót do Olympique Khouribga
5 sierpnia 2024 roku znowu został zatrudniony przez Olympique Khouribga. Do 5 listopada 2024 roku, kiedy został zwolniony, poprowadził ten klub w 4 meczach Excellence Cup.